# Lost in Paradise
Lost in Paradise — песня американской группы Evanescence из их третьего студийного альбома Evanescence. Отрывок песни был представлен 15 июля 2011 в передаче MTV News.

## О песне
«Lost in Paradise» была написана Эми Ли, продюсером выступил Ник Рискулинеш. Песня была записана в студии Blackbird Studio в Нашвилле, Теннесси в 2011. Во время интервью для MTV News Эми сказала:
Эта песня заставила нас плакать. Я люблю её. Когда я писала её, это было нечто; она была чиста,она была только для меня. Я  думала, что запишу её дома только лишь играя на рояле.
Изначально песня планировалась Эми Ли как бисайд к какому либо синглу, но в итоге песня вошла в альбом. 22 августа в студии звукозаписи было анонсировано пять песен, «Lost in Paradise» была одной из них.
Композиция представляет собой симфоническую рок-балладу, повествующую о любви Эми Ли к группе Evanescence. Ли сказала, что после взятия творческого перерыва она много времени проводила со своим мужем, но все равно чувствовала себя потерянной. В итоге она решила написать песню как извинение перед своими поклонниками за долгое отсутствие.

## Критика
Критики положительно оценили композицию и похвалили сильный вокал Эми в песне. Джеймс Монтгомери сказал, что у песни есть общие черты с песней «Jóga» исландской исполнительницы Бьорк.

## Музыкальное Видео
Во время интервью для телеканала Fuse в мае 2012 группа подтвердила, что клип на песню будет снят. 11 мая 2012 года на YouTube было загружено официальное лирикс видео.

## Список композиций
Digital single
1. «Lost in Paradise» — 4:43
2. «Lost in Paradise» (Live) — 5:01
3. «My Immortal» (Live) — 4:25

## Чарты
После выхода альбома песня дебютировала на 99 месте в американском чарте Billboard Hot 100
| Чарт(2011)           | Высшая позиция |
| -------------------- | -------------- |
| Canadian Hot 100     | 89             |
| Swiss Singles Chart  | 39             |
| UK Rock Chart        | 9              |
| UK Singles Chart     | 174            |
| US Billboard Hot 100 | 99             |